# آداموفکا، استان پودکارپاکیه
اداموک، پادکارپاکی ویوودشیپ (به لاتین: Adamówka, Podkarpackie Voivodeship) در لهستان است که در Gmina Adamówka واقع شده‌است.

## خصوصیات
اداموک ۱٬۲۰۵ نفر جمعیت دارد.